# Хэйтем, Джордж
Джордж Хэйтем (англ. George Hatem; кит. упр. 马海德, пиньинь Ma Haide, палл. Ма Хайдэ) (1910, Буффало — 1988, Пекин) — американско-китайский врач и видный коммунистический деятель.

## Биография
Родился в Буффало, штат Нью-Йорк в семье маронитов — иммигрантов из Ливана. Учился в Университете Северной Каролины, Американском университете в Бейруте и Женевском университете.
В 1933 году приехал в Шанхай, где занимался медицинской практикой, специализируясь на лечении венерических болезней. Был знаком с Агнес Смедли, Реви Аллеем, Сун Цинлин. Установил контакты с китайскими коммунистами.
В 1936 году покинул Шанхай и вместе с журналистом Эдгаром Сноу прибыл в контролируемый китайскими коммунистами «Особый район» на севере страны, где стал одним из главных врачей китайской красной армии. Был личным врачом Мао Цзэдуна и других видных коммунистов. В 1937 году вступил в КПК. Был советником иностранного отдела ЦК КПК.
С началом войны с Японией в 1937 г. Хэйтем начал работать над привлечением иностранных медицинских специалистов в коммунистический Особый район. Когда в марте 1938 г в Яньань прибыл видный канадский хирург Норман Бетьюн, недавно прославившийся организацией прифронтовой медицинской помощи на гражданской войне в Испании, Хэйтем восторженно встретил старшего коллегу и немало помог Бетьюну освоиться в китайской среде и начать плодотворную хирургическую и организаторскую деятельность в Особом районе.
В 1940 Хэйтем женился на актрисе Чжоу Суфэй, которая впоследствии стала влиятельным лицом в театральных кругах КНР.
После победы коммунистов в гражданской войне занимал посты в системе здравоохранения Китая. С 1950 — советник министерства здравоохранения КНР. Приложил большие усилия к искоренению лепры и венерических болезней в Китае.
В 1978 году ездил в США.
В 1986 году был награждён престижной наградой Ласкера.
В 1988 году Ма Хайдэ скончался в Китае. Согласно его воле, его прах был разделен в три части. Первая часть была похоронена в Пекине, другая—развеяна над рекой Яньхэ, а третья была перевезена его женой в 1997 году в США и захоронена на семейном кладбище Хайтэмов. В похоронах приняли участие министр здравоохранения Китая, посол КНР в США и представители правительства США.
В родном городе его отца Хаммане (Ливане) в его честь названа центральная улица.